# Volcán de Fuego
Il Volcán de Fuego (spagnolo per "Vulcano di Fuoco") o Chi'gag (maya per "dove è il fuoco") è uno stratovulcano attivo del Guatemala. Si trova ai confini dei dipartimenti di Chimaltenango, Escuintla e Sacatepéquez, a circa 16 Km a ovest di Antigua e a circa 30 km dalla capitale.
Il vulcano è unito ad Acatenango e collettivamente il complesso è noto come La Horqueta.
Il Volcan de Fuego è noto per la sua attività stromboliana, che alterna cioè fasi di grandi esplosioni a fasi di colate di lava fluida, capace di percorrere anche decine di chilometri prima di fermarsi.
Fa parte dell'Arco vulcanico dell'America centrale.
L'eruzione del 2018 ha fatto 110 morti e 197 dispersi .

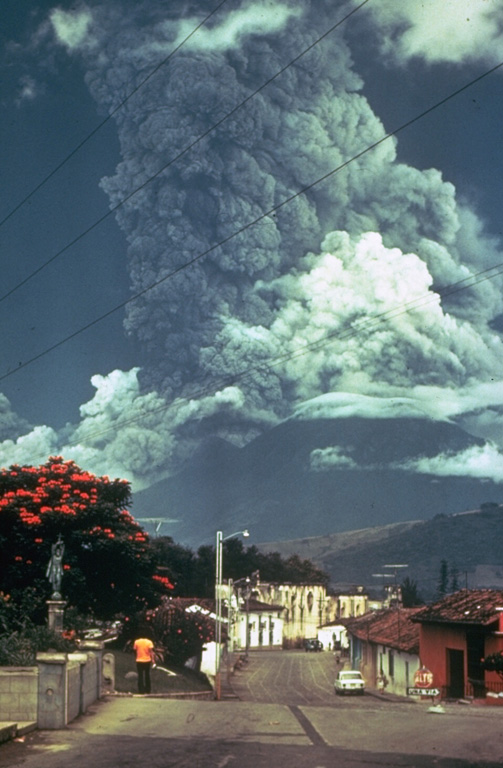
L'eruzione del 1974